# Nādaun
Nādaun är en ort i Indien.   Den ligger i distriktet Hamīrpur och delstaten Himachal Pradesh, i den norra delen av landet, 400 km norr om huvudstaden New Delhi. Nādaun ligger 478 meter över havet och antalet invånare är 4 838.
Terrängen runt Nādaun är varierad. Runt Nādaun är det tätbefolkat, med 411 invånare per kvadratkilometer. Närmaste större samhälle är Tīra Sujānpur, 16,3 km öster om Nādaun. Trakten runt Nādaun består till största delen av jordbruksmark.